# Книга пророка Захарии
Книга пророка Заха́рии — книга, входящая в состав еврейской Библии (Танаха) и Ветхого Завета. В еврейской Библии помещается в разделе Невиим (Пророки). Одиннадцатая книга из «Двенадцати малых пророков». Согласно иудейскому и христианскому преданию, написана пророком Захарией.

## Время пророчеств
Временем деятельности пророка Захарии являются 520—515 года до н. э.
Первое записанное пророчество Захарии относится к восьмому месяцу второго года правления Дария Гистаспа (520 год до н. э.). Последнее из пророчеств Захарии, имеющих определённое указание времени, относится к девятому месяцу четвёртого года Дария (Зах. 7:1). Пророчества глав 9 — 14 должны быть отнесены к позднейшему времени. Сравнительно с пророческою деятельностью Аггея, служение пророка Захарии было продолжительнее, если судить по указаниям книг того и другого пророка.

## Цель написания книги
Цель написания книги пророка Захарии — ободрить иудейский народ в восстановлении Иерусалимского храма и рассеять ложное мнение о праведности и богоугодности евреев, освобожденных после 70-ти лет Вавилонского плена, а также сообщить о непосредственной близости мессианских времен.

## Общее содержание и разделение книги пророка Захарии
Книга пророка Захарии делится на две части.
Первая часть (главы 1 — 8) содержит откровения пророку Захарии, бывшие во 2-й и 4-й годы царствования Дария I (Зах. 1:17, 7:1). В этой части, написанной прозой и состоящей, главным образом, из видений, мысль пророка сосредоточена на построении Храма и на главных деятелях того времени, Зоровавеле и первосвященнике Иисусе. В свою очередь, первая часть может быть разделена на три отдела:
- отдел первый (Зах. 1:1—6) содержит вступительное увещание к обращению еврейского народа от злых путей к Богу, с указанием на бедствия, которым подверглись предки современников пророка за их нераскаянность, и на непреложность божественных определений;
- второй отдел (Зах. 1:7 — 6:1) состоит из цикла семи пророческих видений, а также не входящего в цикл видения первосвященника Иисуса (Зах. 3) и заключающего раздел символического действия (Зах. 6:9—15)[4];
- в третьем отделе, содержащем в себе две главы (Зах. 7 и 8), пророк предлагает от имени Божия разрешение вопроса касательно соблюдения постов, установленных в память разрушения Иерусалима и храма, с присовокуплением увещаний и обетований, предложенных народу по повелению Божию.

Вторая часть (главы 9 — 14) написана поэтическим языком и содержит изображение будущих судеб мира и Царства Божия. В этих главах видения отсутствуют, в них не упоминаются Иисус и Зоровавель и не упоминается о постройке храма. Обозначений времени получения откровений и имени пророка во второй части книги нет. В этой части идёт речь о низвержении враждебной избранному народу мировой державы, добром и негодном пастыре, о великом преступлении иудейского народа и его раскаянии, об отмене Левитского служения и всеобщем освящении. В этой части отсутствуют в качестве действующих лиц Ангелы и злой дух, которые имеются в видениях первой части. Эту часть книги можно разделить на два пророчества, которые, в свою очередь, могут быть разделены на два отдела:
- первое пророчество, изреченное на землю Хадрах[5], изображает борьбу между языческим миром и Израилем и уничтожение власти язычников (отдел первый — главы 9 и 10, отдел второй — глава 11);
- второе пророчество (об Израиле) изображает картины будущего славного состояния израильского народа, когда он очищенный бедствиями, оплакав свои преступления и освободившись от недостойных членов, достигнет высокой степени святости и славы (отдел первый — Зах. 12:1 — 13:6; отдел второй — Зах. 13:7 и до конца).

## Вопрос о подлинности второй части книги пророка Захарии
Отцы и учителя Церкви не выражали сомнения в принадлежности всех четырнадцати глав пророку Захарии, современнику построения Второго храма. Дореволюционные русские православные экзегеты также держались этой концепции. Этого же мнения были и западные ученые до середины XVII века. После этого стали появляться возражения против подлинности шести последних глав книги пророка Захарии, и к началу XIX века большинство западных учёных считали, что первая часть книги содержит пророчества Захарии, а вторая принадлежит неизвестному автору, которого принято называть Девтерозахарией. Также некоторые исследователи приписывали составление второй части определённым лицам (Иеремии, Захарии, упоминаемому во 2Пар. 26:5, Ис. 8:2, и Урии, упоминаемому в Иер. 26:20—23). Основанием для этого послужило различие в содержании той и другой части в языке, приёмах изложения и прочее, а также то обстоятельство, что у евангелиста Матфея (27:9, 10) пророчество Захарии о «тридцати сребрениках» (11:12, 13) приведена не с именем Захарии, а с именем Иеремии.
Например, в первой части каждый более или менее самостоятельный отрывок начинается с краткой вводной формулы, каковые во второй части книги отсутствуют. Во второй части не упоминается имя пророка, ни разу не обозначено время сообщения пророку откровений. В книге пророка Захарии есть некоторые слова и выражения, свойственные только одной части, так во второй части встречается сравнительно большее количество арамеизмов, указывающих на позднейшее происхождение этих глав. Решающее значение имеет то обстоятельство, что обе части употребляют одни и те же слова в более или менее различном смысле или наоборот, но придают различные названия одному и тому же предмету.
Одни критические исследователи относят составление второй части книги пророка Захарии или некоторых глав ко времени до падения царства Израильского (VIII век до н. э.), другие — к Маккавейской эпохе (II век до н. э.), третьи — между этими периодами.
Однако согласно Толковой Библии преемников А. П. Лопухина, приемы изложения в книге стоят в связи с содержанием и потому вполне естественно, что при описании видений пророк пользуется языком прозаическим, а возвышенные пророчества о грядущей судьбе избранного народа и всего мира излагает ритмическою речью. Британский богослов Эдвард Пьюзи отмечал во всей книге единство цели. Он считал, что точкою отправления во всех отделах книги служит время, следующее за вавилонским пленом, но все они ведут к отдаленному будущему. В той и другой части книги нет упоминания о царе или о каком-нибудь земном правителе. Другой исследователь, Кейль, находил между пророческими видениями первой части и предречениями второй части весьма близкое средство, так что вторая часть, по его мнению, заключает пророческое изображение того, что пророк созерцал в видениях, то есть — о будущем Царстве Божиим, в его борьбе с языческим миром. Главы 7—8 представляют, по Кейлю, соединительное звено между первою и второю частью. Имеется употребление символических чисел и выражений, не встречающихся в других книгах Библии, но имеющихся в обеих частях книги пророка Захарии.
Согласно Толковой Библии преемников А. П. Лопухина, книги двенадцати пророков в скором времени после пророка Малахии составили отдельный сборник, а книга Захарии занимает в этом сборнике не последнее место, что означает маловероятную вставку в середину сборника анонимного произведения, имеющего, в сравнении с отдельными книгами малых пророков, довольно значительный объём.